# حاتم علي
حاتم علي (2 يونيو 1962 – 29 ديسمبر 2020) ممثل وكاتب ومخرج ومنتج سوري راحل، بدأ حياته بالكتابة المسرحية وكتابة النصوص الدرامية والقصص القصيرة. حصل على إجازة في الفنون المسرحية من المعهد العالي للفنون المسرحية بدمشق قسم التمثيل عام 1986.
فاز بالعديد من الجوائز عن أعماله التلفزيونية التي أخرجها مثل مسلسل التغريبة الفلسطينية، ومسلسل عمر، ومسلسل صلاح الدين الأيوبي، وصقر قريش، وربيع قرطبة، ومسلسل الزير سالم، والعديد من الجوائز الأخرى. أخرج 25 عملاً تلفزيونياً ومثل في الكثير منها.

## حياته العائلية
تزوج من الكاتبة السورية دلع الرحبي عام 1990، ورُزِقَ الزوجان بابنتين هما “غزل” و”غالية” وولد واحد هو المخرج عمرو حاتم علي الذي تدرب على يد والده.
وهو من مواليد قرية كفر حارب في الجولان السوري المحتل المطلة على بحيرة طبريا.

## البداية
بدأ حاتم حياته الفنية ممثلًا مع المخرج هيثم حقي في مسلسل دائرة النار 1988، ثم توالت مشاركاته في الأعمال الدرامية التي جسدت شخصيات مختلفة، تتنوع بين الأدوار التاريخية والبدوية إلى الشخصيات المعاصرة بأنماط متعددة. وله لوحات كوميدية مع الفنان ياسر العظمة.
توجه إلى الإخراج التلفزيوني في منتصف التسعينات، حيث قدم عدد كبير من الأفلام التلفزيونية الروائية الطويلة وعدد من الثلاثيات والسباعيات، وفي مرحلة متقدمة قدم مجموعة من المسلسلات الاجتماعية والتاريخية ومن أهم ما قدمه مسلسل الزير سالم والذي يُعد نقطة تحول في مسيرة هذا الفنان وكذلك الرباعية الأندلسية، وقد دبلج مسلسله صلاح الدين الأيوبي وعرض في ماليزيا وتركيا واليمن والصومال.
أما بخصوص مسلسل التغريبة الفلسطينية فيقول حاتم علي: « أنا لست فقط أحد أبناء “الجولان” المحتل الذين عاشوا تجربة تتقاطع في كثير من تفاصيلها مع تجربة شخصيات المسلسل "التغريبة الفلسطينية" ولكنني أيضاً عشت طفولتي وشبابي في مخيم اليرموك وكنت في عام 1967 بعمر “صالح” الذي كان يحمله خاله “مسعود” وكنت أيضاً محمولاً بالطريقة نفسها على ظهر أحد أخوالي، بشكل أو بآخر استطعت أن أستحضر الكثير من هذه التفاصيل الواضحة أحياناً والمشوشة في أحيان كثيرة والملتبسة في بعض الأحيان وأوظفها وأعيد تركيبها مستكشفاً إياها في أحيان كثيرة من خلال العمل نفسه، وكثيراً ما سُئلت نفس السؤال وهو كيف يمكن لمخرج غير فلسطيني أن يقدم عملاً عن هذه القضية، وأنا شخصياً كنت أقول أن القضية الفلسطينية هي قضيتنا جميعاً كعرب».

## أعماله

### كاتب
نشر حاتم علي مجموعتين قصصيتين هما:
1. ما حدث وما لم يحدث.
2. موت مدرس التاريخ العجوز.[6]

### كاتب سيناريو
على صعيد كتابة السيناريو، ألّف فيلم زائر الليل الذي أخرجه محمد بدرخان كما كتب مسلسل القلاع الذي أخرجه مأمون البني وألّف فيلمًا تلفزيونيًا بعنوان الحصان أخرجه بنفسه وشارك في كتابة فيلم آخر الليل مع الكاتب عبد المجيد حيدر وحصل من خلاله على أول جائزة كمخرج من مهرجان القاهرة للإذاعة والتلفزيون 1996.

### ممثل
أدّى حاتم علي أدوارًا في عدة أعمال منها:
1. الكابوس 1989 - إخراج: مأمون البني
2. الأخطبوط 1989-إخراج محمد بدرخان
3. هجرة القلوب إلى القلوب 1990 - إخراج: هيثم حقي
4. الزاحفون 1990 - إخراج: طلحت حمدي
5. كهف المغاريب 1991 - إخراج: غسان جبري (دور فايز)
6. السيرة العربية 1992 - إخراج: غسان جبري
7. الخشخاش 1992 - إخراج: بسام الملا
8. قصة حب عادية جدا 1993 - إخراج: محمد عزيزية
9. أبو كامل الجزء الثاني 1993 - إخراج: علاء الدين كوكش
10. أحلام مؤجلة 1993 - إخراج: هند ميداني
11. الجوارح 1994 - إخراج: نجدة إسماعيل أنزور (دور شهاب)
12. الكاميرا الخفية 1995-إخراج: مأمون البني
13. ستائر الصمت 1995-إخراج مازن كايد العواملة
14. العبابيد 1996 - إخراج: بسام الملا
15. الغريب والنهر 1996 - إخراج: هشام شربتجي
16. أمانة في أعناقكم 1997 - إخراج: علاء الدين كوكش
17. بنت الضرة 1997 - إخراج بسام سعد
18. النصية 1998 إخراج غسان جبري، وسامي جنادي
19. مرايا 98 - تقمص عدة شخصيات (المسلسل من إخراجه)
20. الحقد الأبيض 1998- بدور البطولة سامر الزهار إخراج سالم الكردي
21. مرايا 99 - تقمص عدة شخصيات (المسلسل من إخراجه)
22. الرجل س 2000 - إخراج: علاء الدين كوكش
23. قوس قزح (مسلسل) 2001 - إخراج: هيثم حقي
24. التغريبة الفلسطينية 2004 (دور رشدي) - المسلسل من إخراجه
25. عصي الدمع 2005 (دور سميح) - المسلسل من إخراجه
26. زيارة خاطفة والسلام 2006 - إخراج: رامي حنا
27. 8 ملم ديجيتال 2008 (دور مدير الشركة) - إخراج: عمرو حاتم علي
28. أصوات خافتة 2009 دور كمال.. مع النجمة أمل عرفة
29. العراب - نادي الشرق 2015 نورس - من إخراجه
30. العراب - تحت الحزام 2016 نورس - من إخراجه

### كاتب مسرحي
كتب للمسرح ثلاث مسرحيات بالتعاون مع المخرج المسرحي زيناتي قدسية بعنوان الحصار، كما كتب مسرحية حكاية مسعود التي أخرجها زيناتي قدسية لصالح فرقة القنيطرة.
وكمخرج مسرحي له ثلاث مسرحيات:
1. مات 3 مرات - 1996
2. البارحة.. اليوم.. وغدا - 1998
3. أهل الهوى - 2003

### إخراج سينمائي
له فيلمين في السينما هما:
1. العشاق 2005 - فيلم روائي طويل (مقتبس عن مسلسل أحلام كبيرة) إنتاج سوريا الدولية للإنتاج الفني
2. شغف 2005 - فيلم قصير إنتاج المؤسسة العامة للسينما - سوريا
3. سيلينا 2008- فيلم غنائي طويل كتبه الرحابنة منذ سنوات وأنتجه نادر الأتاسي بطولة ميريام فارس
4. الليل الطويل 2008 - فيلم روائي طويل عن نص هيثم حقي إنتاج أفلام ريل.

### منتج
1. فيلم علاقات شائكة - إخراج: عمرو حاتم علي 2006
2. في 25 ديسمبر 2007 أعلن رسميا افتتاح شركة صورة للإنتاج الفني التي بدأت أول إنتاجاتها مع مسلسل أيام الثأر الذي أصبح اسمه صراع على الرمال.[7]
3. مسلسل طوق الياسمين - إخراج: علي محي الدين علي 2008
4. فيلم 8 ملم ديجيتال - إخراج: عمرو حاتم علي 2008
5. فيلم ميكي ماوس - إخراج: عمرو حاتم علي 2009
6. الفيلم الوثائقي (عراقيون في منفى متعدد الطبقات) - إخراج: فجر يعقوب 2008

### مخرج مسلسلات
أخرج العديد من المسلسلات التلفزيونية:
1. مسلسل فارس في المدينة 1995.
2. مسلسل عودك رنان 1997.
3. مسلسل "سفر" 1998.
4. مسلسل مرايا 1998.
5. مسلسل مرايا 1999
6. مسلسل الفصول الأربعة 1999.
7. مسلسل فضاءات رمادية 1999.
8. مسلسل عائلتي وأنا 2000.
9. مسلسل الزير سالم 2000.
10. مسلسل صلاح الدين الأيوبي 2001.
11. مسلسل صقر قريش 2002.
12. مسلسل "الفصول الأربعة 2" 2002.
13. مسلسل ربيع قرطبة 2003.
14. مسلسل أحلام كبيرة 2004.
15. مسلسل التغريبة الفلسطينية 2004
16. مسلسل ملوك الطوائف 2005.
17. مسلسل عصي الدمع 2005.
18. مسلسل ندى الأيام 2006.
19. مسلسل الملك فاروق 2007.
20. مسلسل صراع على الرمال 2008.
21. مسلسل الغفران 2011.
22. مسلسل عمر عرض في شهر رمضان عام 2012
23. مسلسل قلم حمرة" 2014.
24. مسلسل أوركيديا، تم عرضه في شهر رمضان 2017.[8]
25. مسلسل "حجر جهنم" 2017.
26. مسلسل كأنه إمبارح 2018
27. مسلسل أهو ده اللي صار 2019

### دوبلاج
1. الأميرة الجميلة - الراوي

## جوائز
1. أفضل مخرج من مهرجان القاهرة للإذاعة والتليفزيون عن فيلم آخر الليل - 1996
2. أفضل مخرج من مهرجان القاهرة للإذاعة والتليفزيون عن مسلسل سفر - 1997
3. ذهبية مهرجان البحرين عن مسلسل الزير سالم - 2000
4. شهادة تقدير من نقابة الفنانين السوريين عن مسلسل الزير سالم - 2000
5. ذهبية مهرجان القاهرة للإذاعة والتليفزيون عن مسلسل صلاح الدين الأيوبي - 2001
6. أفضل مخرج عن مسلسل صلاح الدين الأيوبي من مهرجان القاهرة للإذاعة والتليفزيون
7. شهادة تقدير من نقابة الفنانين السوريين عن مسلسل صلاح الدين الأيوبي - 2001
8. ذهبية مهرجان القاهرة للإذاعة والتليفزيون عن المسلسل الاجتماعي الفصول الأربعة - 2002
9. ذهبية مهرجان القاهرة للإذاعة والتليفزيون عن المسلسل التاريخي صقر قريش - 2002
10. أفضل مخرج عن مسلسل صقر قريش من مهرجان القاهرة للإذاعة والتليفزيون
11. جائزة أدونيا للدراما السورية عن التغريبة الفلسطينية وأحلام كبيرة - 2004
12. جائزة أدونيا للدراما السورية عن ملوك الطوائف وعصي الدمع - 2005
13. ذهبية مهرجان تونس للاذاعة والتلفزيون عن المسلسل التاريخي ملوك الطوائف
14. فضية مهرجان تونس للاذاعة والتلفزيون عن مسلسل على طول الأيام
15. ذهبية مهرجان القاهرة للإعلام العربي لأفضل مسلسل عن مسلسل الملك فاروق
16. أفضل مخرج من مهرجان القاهرة للإعلام العربي عن مسلسل الملك فاروق - 2007[9]
17. تنويه خاص عن فيلم الليل الطويل - مهرجان روتردام للفيلم العربي 2009

## في الأدب
- «الاستبداد المفرح - حوارات مع حاتم علي» الكتاب هو سلسلة حوارات أجراها الناقد والمخرج السينمائي والروائي الفلسطيني فجر يعقوب مع المخرج والكاتب حاتم علي على مدار أربع سنوات.[10] وصدرت الطبعة الأولى منه عن دار كنعان للطباعة والنشر في دمشق سنة 2015 وأعيدت طباعته بعد رحيل حاتم علي في طبعة ثانية عن نفس الدار.

## أعماله الكاملة في التلفزيون
- مسرح بلا جمهور 1993
- قضية عائلية 1993
- أحلام خارج الزمن 1994
- حكايات عربية 1994
- أمينة الصندوق 1995
- ثلاثية اللعبة 1995
- الكاميرا الخفية 1995
- أخر الليل 1996
- الحصان 1996
- السندباد الجوي 1996
- الخوف 1996
- فارس في المدينة 1997
- ظل الأرض 1997
- سفر 1998
- عودك رنان 1998
- النصية 1998
- الحقد الأبيض 1998
- مرايا 1998
- مرايا 1999
- فضاءات رمادية 1999
- الفصول الأربعة الجزء الأول 1999
- الزير سالم 2000
- عائلتي وأنا 2000
- صلاح الدين الأيوبي 2001
- الفصول الأربعة الجزء الثاني 2002
- صقر قريش 2002
- ربيع قرطبة 2003
- أحلام كبيرة 2004
- التغريبة الفلسطينية 2004
- عصي الدمع 2005
- ملوك الطوائف 2005
- على طول الأيام 2006
- ندى الأيام 2006
- الملك فاروق 2007
- أيام الثأر وتحول اسمه إلى صراع على الرمال 2008
- مطلوب رجال 2010
- أبواب الغيم 2010
- الغفران 2011
- عمر 2012
- تحت الأرض (مسلسل) 2013
- قلم حمرة 2014
- العراب - نادي الشرق 2015
- العراب - تحت الحزام 2016
- أوركيديا (مسلسل) 2017
- حجر جهنم (مسلسل) 2017
- كأنه إمبارح 2018
- أهو ده اللي صار 2019

## الوفاة
توفي في مصر بتاريخ 29 ديسمبر (كانون الأول) 2020 ميلادي الموافق 14 جمادى الأولى 1442 هجري عن عمرٍ ناهز 58 عامًا؛ وذلك بسبب نوبة قلبية أصابته، وتم تشييع جثمانه عصر يوم الجمعة 1 كانون الثاني 2021 من مسجد الحسن بدمشق وقد ووري الثرى بمقبرة باب الصغير بالعاصمة السورية.
وعقب وفاته، رثاه صديقه وشريكه الكاتب الفلسطيني وليد سيف قائلًا: «إن فاجعة الفقد أوسع من العبارة، وأبلغ ما ينعى به مبدع كبير مثل حاتم علي هو استدعاء آثاره الباقية، وهي على كل حال حاضرة حية مذكورة بلا تذكرة».
منح رئيس دولة فلسطين محمود عباس المخرج السوري حاتم علي وسام الفنون والثقافة والعلوم من درجة النجمة الكبرى تقديرًا لجهوده.

## وصلات خارجية
- حاتم علي على موقع IMDb (الإنجليزية)
- حاتم علي على موقع روتن توميتوز (الإنجليزية)
- حاتم علي على موقع قاعدة بيانات الأفلام العربية
- حاتم علي على موقع ألو سيني (الفرنسية)
- حاتم علي على موقع أول موفي (الإنجليزية)
- حاتم علي على موقع قاعدة بيانات الفيلم (الإنجليزية)
- حاتم علي على موقع كينوبويسك (الروسية)